# 日本とエリトリアの関係
日本とエリトリアの関係（にほんとエリトリアのかんけい、アラビア語: العلاقات اليابانية الإريترية、英語: Japan–Eritrea relations） では、日本とエリトリアの関係について概説する。

## 両国の比較
|             | エリトリア                     | 日本                           | 両国の差                     |
| ----------- | ------------------------------ | ------------------------------ | ---------------------------- |
| 人口        | 321万3972人（2011年）          | 1億2626万人（2019年）          | 日本はエリトリアの約39.3倍   |
| 国土面積    | 11万7600 km²                   | 37万7972 km²                   | 日本はエリトリアの約3.2倍    |
| 首都        | アスマラ                       | 東京都                         |                              |
| 最大都市    | アスマラ                       | 東京都区部                     |                              |
| 政体        | 一党独裁制                     | （民主制）議院内閣制           |                              |
| 公用語      | ティグリニャ語 アラビア語 英語 | 日本語（事実上）               |                              |
| 国教        | なし                           | なし                           |                              |
| GDP（名目） | 20億6500万米ドル（2011年）     | 5兆819億6954万米ドル（2019年） | 日本はエリトリアの約1003.4倍 |

## 歴史

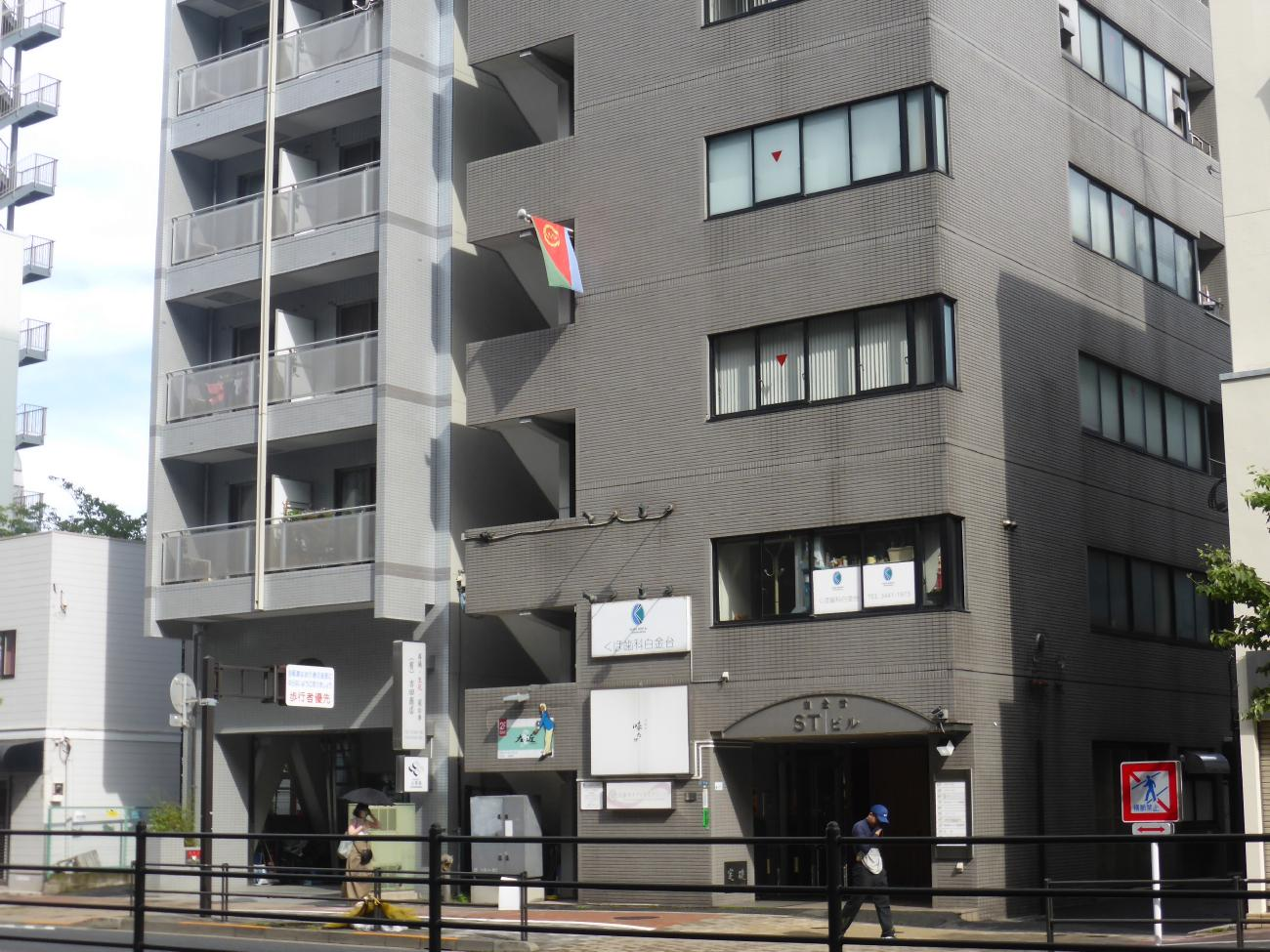
駐日エリトリア大使館が入居する白金台STビル。国旗が掲揚されている。

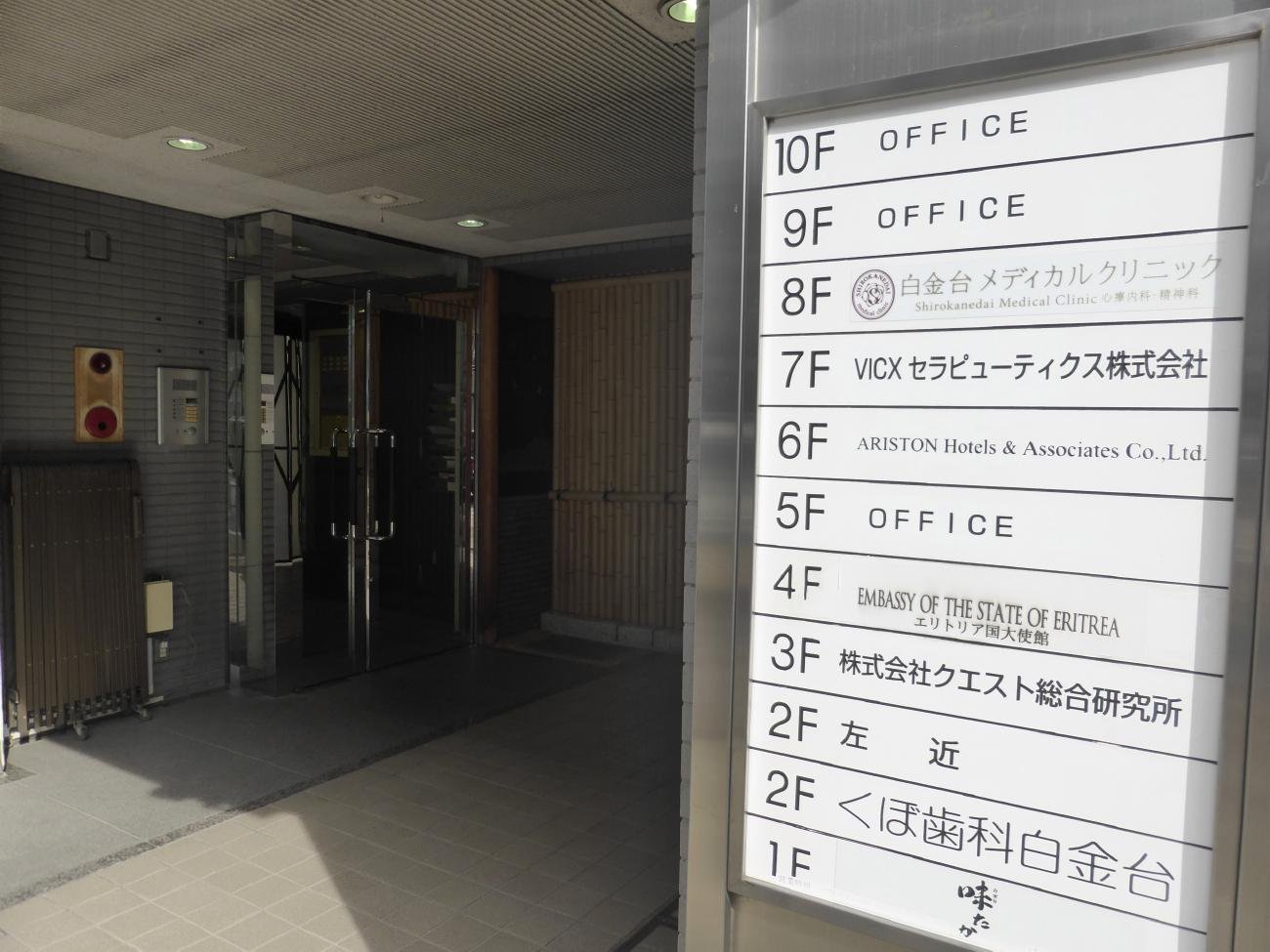
4階にエリトリア大使館

当初はエチオピアとともにエチオピア・エリトリア連邦を形成していたものの、1960年代から1991年までの30年に及ぶエリトリア独立戦争を経て、1991年の5月29日に初代大統領イサイアス・アフェウェルキが独立宣言。ただし日本はこれをすぐには承認せず、1993年5月24日にエチオピアがエリトリア独立を承認したのを機に国家承認した。同年9月1日には外交関係も樹立。
2003年5月26日には東京に駐日エリトリア大使館が開設した。2003年7月にはエスティファノス・アフォワキ・ハイレが皇居で信任状を捧呈され、彼は2025年3月12日現在でも特命全権大使として日本に駐箚している。一方で日本側は、長らく現地に大使館は開設せず在ケニア日本国大使館が同国を兼轄していたが、2022年1月1日に在エリトリア兼勤駐在官事務所が開設された。

## 外交
エリトリアは一党独裁体制であり、上記したようにその内政は「アフリカの北朝鮮」と呼ばれるほどで、そのため両国間の関係は緊密とは言えない。エリトリアを訪問した日本要人は、外務副大臣の城内実（2014年）、外務副大臣の佐藤正久（2018年8月）、総務副大臣の奥野信亮（2018年8月）などのみである。
一方でエリトリア側は外交関係樹立以来、様々な閣僚が日本を訪日した実績がある。2003年9月と2008年5月にはアフリカ開発会議出席のため、独立よりエリトリア大統領を務めるイサイアス・アフェウェルキが訪日。特に2008年の訪日では総理大臣であった福田康夫と日・エリトリア首脳会談を実施して、エリトリア側は当時世界第二位の経済大国であった日本が常任理事国ではない現状に違和感があり、常に日本の常任理事国参入の立場を支持する旨の発言があった。

## 経済交流
従来より鎖国体制にあったエリトリアは「アフリカのシンガポール」となるべく、2010年代以降観光業を中心に門戸開放する姿勢を見せている。そのため、日本からの経済支援も活発化し始めており、2016年までの累計援助額は150億円を突破、エリトリアにとって日本はフィンランドやノルウェー、旧宗主国イタリアやイギリスと並ぶ主要援助国となっている。援助内容については多くが食糧援助であり、次いで医療や衛生面に関する援助が多い。
貿易に関しては、日本の2018年対エリトリア貿易の輸出額は1.08億円、輸入額は286万円と、国家間のやり取りとしては少額に留まる。日本の輸出品は主に機械類やゴム製品で、輸入品は衣類や魚介類などである。

## 外交使節

### 駐日エリトリア大使

#### 北京常駐
1. エルミアス・デベッサイ・ヒダド（1994年 - 1997年、信任状捧呈は9月16日[13]）
2. テオルデブルハン・ウォルドミカエル（1997年 - 2002年、信任状捧呈は10月23日[14]）
3. モハメド・ヌル・アフメド（2002年 - 2003年、信任状捧呈は1月31日[15]）

#### 東京常駐
1. エスティファノス・アフォワキ・ハイレ（2003年 - 、信任状捧呈は7月11日）